# Дохтуров, Герасим Семёнович
Герасим Семёнович Дохтуров (? — 1677) — думный дьяк, посол и воевода во времена правления Михаила Фёдоровича и Алексея Михайловича.
Старший сын воеводы Семёна Кирилловича Дохтурова.

## Биография
Московский дворянин (1640). Направлен с посольством в Данию (с 8 мая 1642). Дьяк и воевода в Свияжске (1647—1648). Встречал различных послов и вёл с ними переговоры (1649—1673). Пристав при грузинском царевиче Николае Давыдовиче (1654). Участвовал в походе против Польши (1654—1655). Неоднократно ездил в Польшу и Швецию для переговоров (1656, 1658, 1659, 1661, 1662). Приглашался к Государеву столу и жалован шубами, кубками и деньгами (3 февраля 1659 и 15 сентября 1661). Заседал в приказе Большой казны и Посольском приказе. Думный дьяк в Разрядном приказе (1667). Упоминается в чине 2-й свадьбы царя Алексея Михайловича (22 января 1671). Разбирал местническое дело между думным дьяком Григорием Степановичем Карауловым и думным дворянином И. И. Баклановским (1675). Объявлял царские повеления, участвовал в крестных ходах, сопровождал Государей в их поездках, а в их отсутствие оставался на Москве.
Умер в 1677 году.

## Семья
Женат на Прасковьи N N, от брака с которой имел детей:
- Дохтуров Гавриил Герасимович — стряпчий (1658), при посольстве в Швеции (с 18 сентября 1661), сотенный голова при встрече персидского посла (01 января 1675), умер (†до 1682).
- Дохтуров Степан Герасимович — стряпчий (1671), стольник (1676), ездил за царями Фёдором Алексеевичем, Иваном V Алексеевичем и за царицей Натальей Кирилловной (1676—1689), послан по Государевым делам в Касимов, Кадом, Темников, Керенск и Пензу (1682), умер († до 1697), женат на дочери Петра Бестужева.
- Дохтуров Иван Герасимович — стольник (1686), на службе при царе Петре I Алексеевиче (1689), упомянут (1699), умер († до 1711), женат на княжне Анне Щетининой.